# Јабука (острво)
Јабука је мало вулканско острво у Јадранском мору, западно од Виса.
Грађено је од еруптивних стена, висине до 96 метара. Стрмих је обала и тешко приступачно — само док је мирно време с југозападне стране, што је ретка појава. На острву се одржала ендемска подврста црна гуштерица (Podarcis melisellensis pomoensis) и строго заштићени биљни ендемити — јабучка зечина (Centaurea jabukensis) и жлездаста зечина (Centaurea crithmifolia). Обе ове биљне врсте припадају породици Asteraceae. Године 1958. острво је проглашено геолошким спомеником природе. 
Јабука се налази ван свих морских путева, али је у новије време постала мета једриличара. Околно море је богато рибом, нарочито зубацем познатим и као „цар о’ риб”.
Површина острва износи 0,022 km². Дужина обалске линије је 0,715 km.